# Coupe d'Asie du Sud de football 2013
Le Championnat d'Asie du Sud de football 2013 est la dixième édition du Championnat d'Asie du Sud de football. Il est organisé par la Fédération d'Asie du Sud de football. Le tournoi se déroule du 31 août au 11 septembre 2013. Pour la seconde fois, après 1997, c'est le Népal qui est le pays organisateur.

## Pays organisateur
Le Népal a été choisi pour organiser ce tournoi lors du Championnat d'Asie du Sud de football 2012 féminin, au Sri Lanka.

## Nations participantes
Ce sont les huit équipes affiliées à la Fédération d'Asie du Sud de football qui participent à cette coupe. Après le pays organisateur, les sept autres équipes étaient le Bangladesh, l'Inde, le Pakistan, l'Afghanistan, le Bhoutan, les Maldives et le Sri Lanka.

### Groupes
| Groupe 1                       | Groupe 2                               |
| ------------------------------ | -------------------------------------- |
| Bangladesh Inde Népal Pakistan | Afghanistan Bhoutan Maldives Sri Lanka |

## Stades
Tous les matchs avaient lieu dans seulement deux stades, à Katmandou : le Stade Dasarath Rangasala (25 000 places) et le Stade Halchowk (3 500 places). Les deux terrains possèdent une pelouse en herbe naturelle.

## Arbitres
Le 22 août 2013, la Fédération d'Asie du Sud de football annonce le nom des quinze arbitres retenus pour la compétition.

## Matchs de poule

### Groupe A
| Equipes    | MJ | V | N | D | BM | BE | DB | P |
| ---------- | -- | - | - | - | -- | -- | -- | - |
| Népal      | 3  | 2 | 1 | 0 | 5  | 2  | 3  | 7 |
| Inde       | 3  | 1 | 1 | 1 | 3  | 3  | 0  | 4 |
| Pakistan   | 3  | 1 | 1 | 1 | 3  | 3  | 0  | 4 |
| Bangladesh | 3  | 0 | 1 | 2 | 2  | 5  | -3 | 1 |

### Groupe B
| Equipes     | MJ | V | N | D | BM | BE | DB  | P |
| ----------- | -- | - | - | - | -- | -- | --- | - |
| Maldives    | 3  | 2 | 1 | 0 | 18 | 2  | 16  | 7 |
| Afghanistan | 3  | 2 | 1 | 0 | 6  | 1  | 5   | 7 |
| Sri Lanka   | 3  | 1 | 0 | 2 | 6  | 15 | -9  | 3 |
| Bhoutan     | 3  | 0 | 0 | 3 | 4  | 16 | -12 | 0 |

## Phase à élimination directe
Tableau des phases finales

### Demi-finales
| 8 septembre 2013 | Népal | 0 - 1 | Afghanistan        | Stade Dasarath Rangasala, Katmandou |                              |
| 18:30            |       |       | Sandjar Ahmadi 11e | Arbitrage : Saleh Al Hethlol        | Arbitrage : Saleh Al Hethlol |

| 9 septembre 2013 | Maldives | 0 - 1 | Inde             | Stade Dasarath Rangasala, Katmandou |                             |
| 18:30            |          |       | Arnab Mondal 86e | Arbitrage : Adham Makhadmeh         | Arbitrage : Adham Makhadmeh |

### Finale
| 11 septembre 2013 | Afghanistan                             | 2 - 0 | Inde | Stade Dasarath Rangasala, Katmandou |                                |
| 18:30             | Mustafa Azadzoy 9e · Sandjar Ahmadi 62e |       |      | Arbitrage : Tayeb Shamsuzzaman      | Arbitrage : Tayeb Shamsuzzaman |

## Récompenses
| Prix du Fair-Play Fifa | Meilleur Joueur de la Nation Hôte | Meilleur Joueur du Tournoi | Meilleur Buteur du Tournoi |
| ---------------------- | --------------------------------- | -------------------------- | -------------------------- |
| Népal                  | Rabin Shrestha                    | Mansur Faqiryar            | Ali Ashfaq                 |

Le vainqueur du tournoi, l'Afghanistan a empoché un pactole de $50 000 (37 089,25 €). Les joueurs indiens ont eux récoltés $25 000 (18 544,63 €) et les deux demi-finalistes $10 000 (7 417,85 €).